# The Million Dollar Homepage
The Million Dollar Homepage è un sito web lanciato il 26 agosto 2005 da Alex Tew, uno studente della contea dello Wiltshire, allora ventenne, con lo scopo di finanziarsi gli studi universitari.
La pagina principale del sito era stata strutturata come un'immagine, della dimensione di 1000 × 1000 pixel, suddivisa in aree cliccabili quadrate della dimensione di 10 × 10, per un totale di un milione di pixel; ciascun pixel era stato messo in vendita a un dollaro statunitense, per un ricavo complessivo di un milione di dollari, da cui il nome del sito. Ogni area acquistata diventava poi un collegamento ipertestuale verso il sito dell'inserzionista di cui era possibile vedere lo slogan passando col puntatore del mouse sopra la sua area.
Lanciato il 26 agosto 2005, il sito diventò un interessante fenomeno internet, raggiungendo PageRank 7 e diventando il numero 127 come traffico complessivo generato ed alla fine dello stesso anno aveva venduto 999 000 pixel. A gennaio del 2006 i mille pixel rimanenti furono messi all'asta su EBay, che si chiuse l'11 gennaio con un'offerta di 38100 $, portando così l'incasso totale a 1037100 $, contro un costo di realizzazione del sito stimato di 50 euro.
Nonostante lo stesso Tew avesse poche speranze di riuscire effettivamente a guadagnare tutti quei soldi e non avesse previsto alcun tipo di pubblicità tranne il passaparola, dopo soli tre giorni riuscì a vendere ad un sito musicale il primo blocco 20 × 20, e nel giro di due settimane guadagnò i soldi necessari per pagarsi il primo anno di studi. A quel punto, la notizia aveva già fatto il giro dei blog e cominciava ad attrarre l'attenzione di giornali britannici come il Daily Telegraph, il Guardian e il Sun. Tew fu poi costretto a lasciare gli studi dopo un solo semestre a causa dell'enorme pubblicità e dell'attenzione mediatica che lo circondava.
A dicembre 2006 il ragazzo lanciò un altro sito simile, Pixelotto: i pixel avevano un prezzo di due dollari ciascuno, ma metà del guadagno ricavato sarebbe andato ad un utente scelto a caso tra coloro che si erano registrati gratuitamente al sito ed avevano cliccato uno dei banner presenti. Al vincitore era inoltre accordata la possibilità di scegliere una associazione benefica a sua scelta cui donare 100000 $, o comunque il 10% dei guadagni totali.